# Dignity Health Sports Park
Il Dignity Health Sports Park (conosciuto con il nome di The Home Depot Center e StubHub Center, fino al 1º giugno 2013) è uno stadio ad uso calcistico in California, negli Stati Uniti. Ospita le partite casalinghe dei Los Angeles Galaxy e, dal 2005 al 2014 quelle dei Chivas USA.
Ha ospitato inoltre gli incontri dei Los Angeles Chargers della National Football League (NFL) dal 2017 al 2019, sino al completamento del nuovo impianto di Inglewood nel 2020.
Lo stadio ha ospitato nel 2003 la Coppa del mondo di calcio femminile tra cui la Finale, varie finali della MLS Cup e varie edizioni della CONCACAF Gold Cup.
Dal 2004 al 2006 e dal 2020 è sede del USA Sevens torneo di rugby a 7 facente parte del circuito internazionale World Rugby Sevens Series.

## Campionato mondiale femminile di calcio 2003
| Data              | Ora (PDT) | Squadra     | Risultato    | Squadra   | Fase del torneo    | Spettatori |
| ----------------- | --------- | ----------- | ------------ | --------- | ------------------ | ---------- |
| 21 settembre 2003 | 17.30     | Australia   | 1–2          | Russia    | Gruppo D           | 8500       |
| 21 settembre 2003 | 19.15     | Cina        | 1–1          | Ghana     | Gruppo D           | 10027      |
| 25 settembre 2003 | 16.15     | Ghana       | 0–3          | Russia    | Gruppo D           | 13929      |
| 25 settembre 2003 | 19.00     | Cina        | 1–1          | Australia | Gruppo D           | 13929      |
| 11 ottobre 2003   | 15:30     | Stati Uniti | 3–1          | Canada    | Finale 3º-4º posto | 25253      |
| 12 ottobre 2003   | 13:00     | Germania    | 2–1 (d.t.s.) | Svezia    | Finale             | 26137      |

## MLS Cup

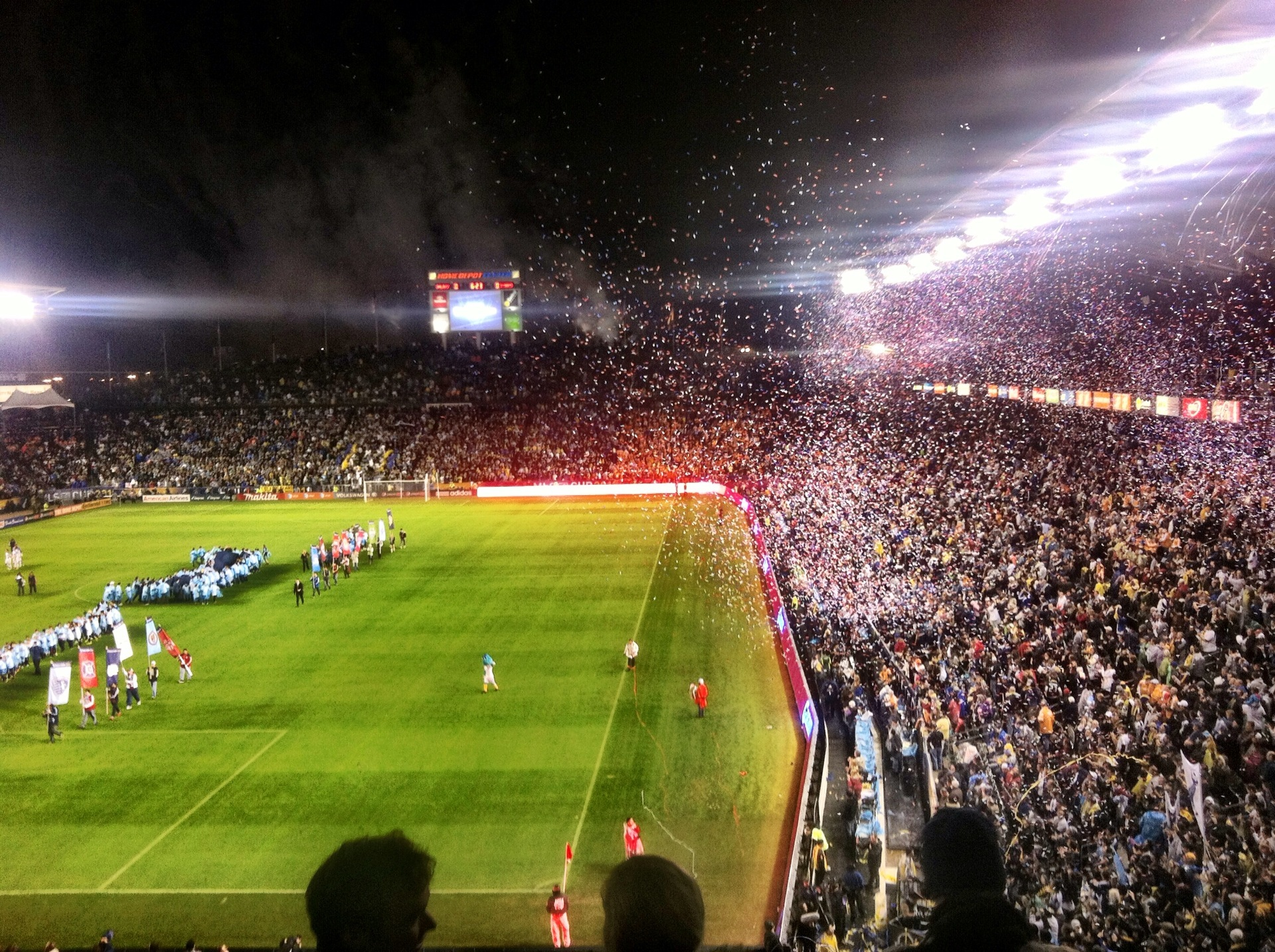
MLS Cup 2011 LA Galaxy-Houston Dynamo

MLS Cup 2003
| Data            | Squadra              | Risultato | Squadra      | Spettatori |
| --------------- | -------------------- | --------- | ------------ | ---------- |
| 3 novembre 2003 | San Jose Earthquakes | 4–2       | Chicago Fire | 27000      |

MLS Cup 2004
| Data             | Squadra     | Risultato | Squadra             | Spettatori |
| ---------------- | ----------- | --------- | ------------------- | ---------- |
| 14 novembre 2004 | D.C. United | 3–2       | Kansas City Wizards | 25797      |

MLS Cup 2008
| Data             | Squadra       | Risultato | Squadra            | Spettatori |
| ---------------- | ------------- | --------- | ------------------ | ---------- |
| 23 novembre 2008 | Columbus Crew | 3–1       | New York Red Bulls | 27000      |

MLS Cup 2011
| Data             | Squadra            | Risultato | Squadra        | Spettatori |
| ---------------- | ------------------ | --------- | -------------- | ---------- |
| 20 novembre 2011 | Los Angeles Galaxy | 1–0       | Houston Dynamo | 30281      |

MLS Cup 2012
| Data            | Squadra            | Risultato | Squadra        | Spettatori |
| --------------- | ------------------ | --------- | -------------- | ---------- |
| 1 dicembre 2012 | Los Angeles Galaxy | 3–1       | Houston Dynamo | 30510      |

MLS Cup 2014
| Data            | Squadra            | Risultato    | Squadra                | Spettatori |
| --------------- | ------------------ | ------------ | ---------------------- | ---------- |
| 7 dicembre 2014 | Los Angeles Galaxy | 2–1 (d.t.s.) | New England Revolution | 27000      |

## CONCACAF Gold Cup
CONCACAF Gold Cup 2005
| Data          | Squadra   | Risultato | Squadra  | Spettatori |       |
| ------------- | --------- | --------- | -------- | ---------- | ----- |
| 7 luglio 2005 | Sudafrica | 2-1       | Messico  | Gruppo B   | 45311 |
| 7 luglio 2005 | Guatemala | 3-4       | Giamaica | Gruppo B   | 45311 |

CONCACAF Gold Cup 2007
| Data          | Squadra           | Risultato | Squadra           | Spettatori |       |
| ------------- | ----------------- | --------- | ----------------- | ---------- | ----- |
| 7 giugno 2007 | Stati Uniti       | 1-0       | Guatemala         | Gruppo B   | 21334 |
| 7 giugno 2007 | El Salvador       | 2-1       | Trinidad e Tobago | Gruppo B   | 21334 |
| 9 giugno 2007 | Guatemala         | 1-0       | El Salvador       | Gruppo B   | 27000 |
| 9 giugno 2007 | Trinidad e Tobago | 0-2       | Stati Uniti       | Gruppo B   | 27000 |

CONCACAF Gold Cup 2009
| Data          | Squadra    | Risultato | Squadra     | Spettatori |       |
| ------------- | ---------- | --------- | ----------- | ---------- | ----- |
| 3 luglio 2009 | Canada     | 1-0       | Giamaica    | Gruppo A   | 27000 |
| 3 luglio 2009 | Costa Rica | 1-2       | El Salvador | Gruppo A   | 27000 |

CONCACAF Gold Cup 2011
| Data          | Squadra  | Risultato | Squadra   | Spettatori |       |
| ------------- | -------- | --------- | --------- | ---------- | ----- |
| 6 giugno 2011 | Giamaica | 4-0       | Grenada   | Gruppo B   | 21507 |
| 6 giugno 2011 | Honduras | 0-0       | Guatemala | Gruppo B   | 21507 |